# Deimantas Petravičius
Deimantas Petravičius (Vilna, 2 de septiembre de 1995) es un futbolista lituano que juega en la demarcación de delantero.

## Trayectoria
Ha pasado por equipos como el Zagłębie Lubin de Polonia, el Motherwell F. C. de Escocia o el F. C. Okzhetpes de Kazajistán.
En 2020 jugó en las filas del Queen of the South F. C. escocés. Ese mismo año llegó a España para jugar en el Águilas F. C. que jugaba en la Tercera División.

## Selección nacional
Tras jugar con la selección de fútbol sub-17 de Lituania, la sub-19 y con la sub-21, debutó finalmente con la selección absoluta el 18 de noviembre de 2013. Lo hizo en un partido amistoso contra Moldavia que finalizó con un resultado de empate a uno tras el gol de Mindaugas Kalonas para Lituania, y de Artur Ioniţă para Moldavia.
Con la selección absoluta de Lituania ha disputado un total 15 partidos en las fases de clasificación para la Eurocopa 2016 y 2020 y en la recientemente creada Liga de las Naciones UEFA.

### Goles internacionales
| # | Fecha                   | Estadio                            | Oponente | Gol | Resultado | Competición                         |
| - | ----------------------- | ---------------------------------- | -------- | --- | --------- | ----------------------------------- |
| 1 | 20 de noviembre de 2018 | Estadio Partizan, Belgrado, Serbia | Serbia   | 2-1 | 4-1       | Liga de Naciones de la UEFA 2018-19 |

## Clubes
| Club                     | País       | Año       | Partidos | Goles |
| ------------------------ | ---------- | --------- | -------- | ----- |
| Stevenage F. C. (cedido) | Inglaterra | 2016      | 2        | 0     |
| Nottingham Forest F. C.  | Inglaterra | 2016      | 1        | 0     |
| Zagłębie Lubin           | Polonia    | 2016-2017 | 1        | 0     |
| Motherwell F. C.         | Escocia    | 2017-2018 | 14       | 0     |
| Falkirk F. C.            | Escocia    | 2018-2019 | 31       | 4     |
| F. C. Okzhetpes          | Kazajistán | 2019      | 5        | 0     |
| Queen of the South F. C. | Escocia    | 2020      | 7        | 1     |
| Águilas F. C.            | España     | 2020-2022 | 32       | 11    |